# Vormärz

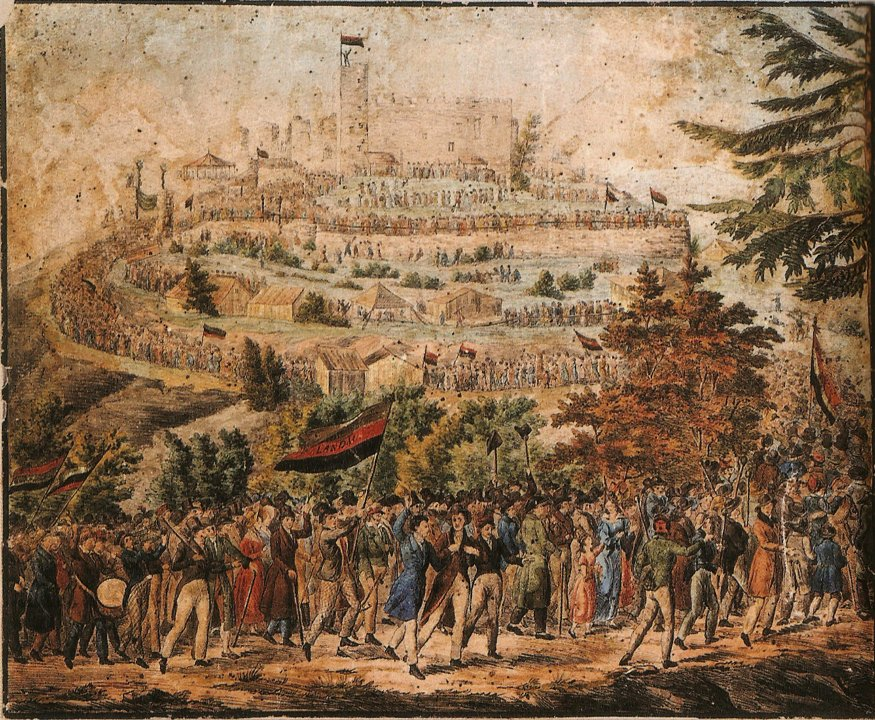
Festival di Hambach (1832), la manifestazione politica più significativa del Vormärz

Il termine Vormärz (letteralmente prima di marzo) fu coniato dall'autore austriaco Franz Grillparzer in riferimento al clima di particolare eccitazione e di disordine sociale antecedente la fallita Rivoluzione del 1848. Questi disordini furono dovuti a una serie di rincari e di squilibri causati dall'incalzante industrializzazione tedesca.
A differenza della definizione di Biedermeier, adottata solo nel novecento dalla critica per indicare uno stile artistico e letterario, il termine Vormärz entrò subito nel vocabolario comune in riferimento ad un tipo di letteratura politicizzata, liberale e in opposizione al vigente regime assolutista. Tra gli autori si ricordano Nikolaus Lenau, Georg Büchner, Heinrich Heine e Ludolf Wienbarg.